# Posto Rosso
Posto Rosso is een plaats (frazione) in de Italiaanse gemeente Alliste.